# Han Duck-soo
Han Duck-soo (în coreeană 한덕수; n. 18 iunie 1949, Jeonju⁠(d), Coreea de Sud) este un diplomat, economist și politician sud-coreean, care a îndeplinit funcția de președinte interimar al Coreei de Sud în decembrie 2024 și din martie până în mai 2025, precum și pe cea de prim-ministru al Coreei de Sud între 2007 și 2008 și între 2022 și 2025.
Născut în Jeonju⁠(d), Han este a cincea persoană care a deținut de două ori funcția de prim-ministru, activând în timpul președinților Roh Moo-hyun și Yoon Suk Yeol. De asemenea, a ocupat funcția de ministru al economiei și finanțelor între 2005 și 2006, cea de ambasador în Statele Unite între 2009 și 2012, precum și funcția de președinte al Asociației Coreene pentru Comerț Internațional (Korea International Trade Association) între 2012 și 2015.
După suspendarea din funcție a lui Yoon Suk Yeol la 14 decembrie 2024, Han a devenit președinte interimar al Coreei de Sud. Treisprezece zile mai târziu, Han însuși a fost suspendat de către Adunarea Națională a Coreei de Sud, ca urmare a refuzului său de a promulga două proiecte de lege privind desemnarea unor procurori speciali pentru investigarea președintelui suspendat Yoon Suk Yeol și a soției acestuia, Kim Keon-hee, precum și a refuzului de a numi trei candidați desemnați de Adunarea Națională pentru Curtea Constituțională a Coreei. Aceasta a pus capăt rolului său de președinte interimar și a dus la suspendarea atribuțiilor sale de prim-ministru, ambele funcții fiind preluate de Choi Sang-mok. Totuși, Han a fost repus în funcție atât ca președinte interimar, cât și ca prim-ministru la 24 martie 2025, în urma unei decizii a Curții Constituționale, cu scorul de 7–1. După destituirea oficială a lui Yoon în aprilie 2025, se aștepta inițial ca Han să rămână președinte interimar până la alegerile prezidențiale sud-coreene din 2025, însă și-a dat demisia la 1 mai pentru a-și lansa candidatura la nominalizarea din partea Partidului Puterii Poporului (People Power Party). Totuși, după ce Kim Moon-soo a fost repus în postura de candidat pe 10 mai, Han și-a retras candidatura.

## Biografie
Han s-a născut la 18 iunie 1949 în Jeonju⁠(d), Coreea de Sud, fiind al cincilea fiu dintr-o familie cu șase băieți și trei fete, avându-i ca părinți pe Han Byeong-ho și Jeonju Choi. A efectuat serviciul militar în Armata sud-coreeană, fiind lăsat la vatră cu gradul de sergent. Han a absolvit Universitatea Națională din Seul în 1971, obținând o diplomă de licență în economie. A primit o diplomă de master în economie în 1979 și un doctorat în economie în 1984 de la Universitatea Harvard.

## Carieră

### Debutul carierei politice
Han și-a început cariera politică în cadrul Serviciului Național de Taxe în 1970 și s-a alăturat Consiliului pentru Planificare Economică patru ani mai târziu. În 1982, a fost transferat la ceea ce este astăzi Ministerul Comerțului, Industriei și Energiei, unde a ajuns în cele din urmă viceministru. A deținut această funcție între 1997 și 1998, perioadă în care a avut loc criza financiară asiatică din 1997. După ce a părăsit această funcție, Han a fost ministru pentru afaceri comerciale între 1998 și 2000, ocupându-se în principal de negocierile comerciale cu guvernele străine.
Han a devenit ministru de finanțe în martie 2005. Ulterior, a deținut pentru scurt timp funcția de prim-ministru interimar, între 14 martie 2006 și 19 aprilie 2006. A demisionat din funcția de ministru de finanțe în iulie 2006 și a devenit consilier prezidențial special pentru afaceri legate de acordurile de liber schimb.

### Primul mandat de prim-ministru (2007–2008)

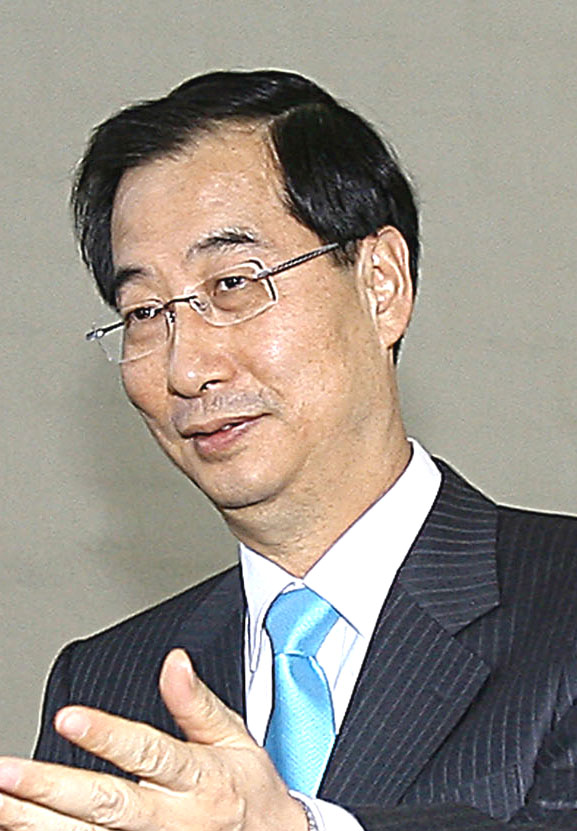
Han în 2007

La 9 martie 2007, Han a fost nominalizat pentru funcția de prim-ministru de către președintele Roh Moo-hyun, în urma demisiei lui Han Myeong-sook⁠(d). Nominalizarea sa a fost aprobată de Adunarea Națională la 2 aprilie 2007. A părăsit funcția la 29 februarie 2008, după învestirea lui Lee Myung-bak ca președinte, fiind succedat de Han Seung-soo⁠(d).

### Prima perioadă post-mandat de prim-ministru (2009–2022)
Fiind perceput ca un centrist politic, Han a fost numit ambasador al Coreei de Sud în Statele Unite în 2009 de către președintele Lee Myung-bak. În timpul mandatului său de ambasador, a avut un rol esențial în încheierea Acordului de liber schimb dintre Statele Unite și Coreea. Între 2012 și 2015, Han a ocupat și funcția de președinte al Asociației Coreene pentru Comerț Internațional (Korea International Trade Association).

### Al doilea mandat de prim-ministru (2022–2025)
Han a ocupat posturi de profesor la Universitatea Hongik și la Universitatea Dankook înainte ca președintele ales Yoon Suk Yeol să îl nominalizeze pentru funcția de prim-ministru în aprilie 2022. În timpul audierilor de confirmare, Han a declarat că prioritatea sa principală în funcție va fi stabilizarea economiei. Partidul Democrat, care deținea majoritatea locurilor în Adunarea Națională, precum și Partidul Justiției, au boicotat confirmarea sa. Totuși, a fost aprobat în luna mai și a devenit din nou prim-ministru, la vârsta de 72 de ani și 11 luni, devenind astfel cea mai în vârstă persoană care a preluat această funcție.
În februarie 2024, după ce guvernul a introdus un plan de creștere a numărului de admitere în școlile de medicină, mii de medici au demisionat în semn de protest, susținând că această măsură ar afecta calitatea serviciilor medicale. Protestul a provocat întârzieri considerabile în desfășurarea intervențiilor chirurgicale și a tratamentelor medicale. Han a ordonat măsuri de urgență pentru a combate criza, precum utilizarea telemedicinei, extinderea activității spitalelor publice și deschiderea clinicilor militare. La 22 februarie, Han a anunțat, în cadrul unei reuniuni de gestionare a dezastrelor, că alerta sanitară a Coreei de Sud va fi ridicată la nivelul „sever”. Câteva zile mai târziu, Han a anunțat că vor fi trimiși medici militari și comunitari pentru a combate situația de urgență în curs de desfășurare.
La 10 aprilie 2024, Han și-a oferit demisia în urma înfrângerii partidului său în alegerile legislative din Coreea de Sud din 2024.

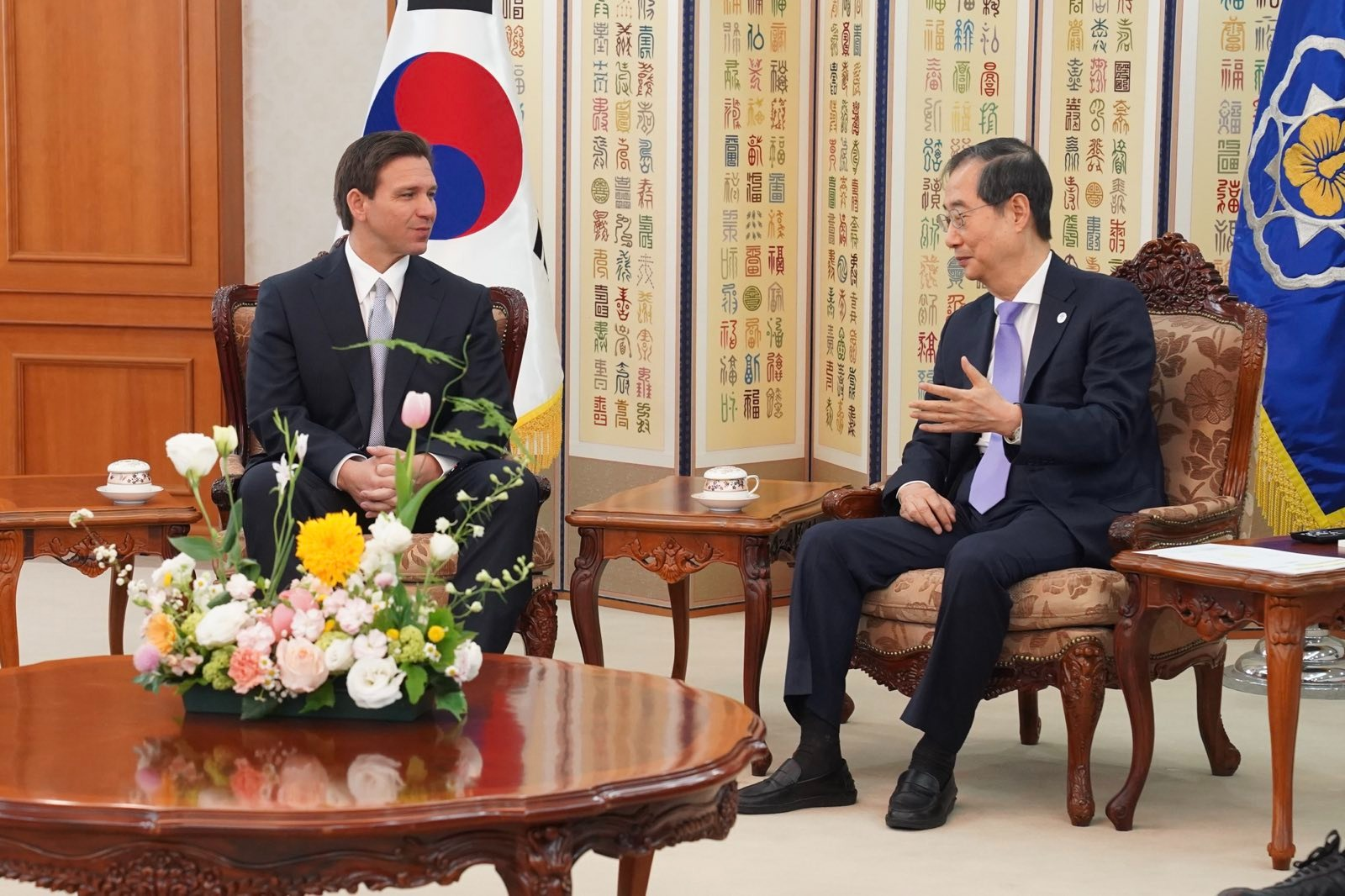
Han alături de guvernatorul Floridei, Ron DeSantis, în aprilie 2024

În august 2024, Han l-a sfătuit pe președintele Yoon Suk Yeol să respingă patru proiecte de lege susținute de opoziție, susținând că acestea încălcau drepturile de nominalizare ale președintelui, consfințite în Constituție. În aceeași lună, în contextul crizei medicale prelungite, Han a anunțat că spitalele pot prelungi perioada de înscriere pentru programele destinate medicilor rezidenți. Declarația a fost făcută după ce doar 104 candidați (1,4% din posturile disponibile pentru medici rezidenți în cele 126 de spitale) au aplicat pentru aceste programe. Han a mai anunțat că planuri detaliate pentru patru direcții de reformă în domeniul sănătății și un plan de investiții pe cinci ani pentru susținerea sectoarelor medicale vor fi prezentate până la sfârșitul lunii.
S-a raportat că Han a fost ocolit de președintele Yoon în momentul în care acesta a declarat legea marțială în decembrie 2024, decizie pentru care Han și-a cerut scuze și a afirmat că s-a opus „în mod constant”. Ulterior, Han a fost desemnat suspect de către poliție în cadrul anchetei privind instituirea legii marțiale și a fost chemat la audieri. După tentativa de suspendare a lui Yoon, Han și liderul Partidului Puterii Poporului (People Power Party), Han Dong-hoon, au propus un plan prin care urmau să exercite împreună atribuțiile prezidențiale. Totuși, planul a fost criticat pe scară largă și declarat neconstituțional.

#### Prima președinție interimară (2024)
Han a devenit președinte interimar al Coreei de Sud în urma suspendării președintelui Yoon Suk Yeol la 14 decembrie 2024. Atunci când Han a fost chemat la audieri de către poliție în cadrul anchetei privind legea marțială, liderul Partidului Democrat, Lee Jae-myung⁠(d), a declarat că partidul nu va iniția, pentru moment, o procedură de suspendare împotriva lui Han, pentru a evita „confuzia în afacerile statului”.
În calitate de președinte interimar, Han a respins prin veto, la 19 decembrie, șase proiecte de lege adoptate de Adunarea Națională și susținute de Partidul Democrat. Printre acestea s-au numărat amendamente propuse la Legea privind gestionarea cerealelor, care ar fi obligat guvernul să achiziționeze surplusul de orez pentru a stabiliza prețurile în perioadele de fluctuații ale pieței. Han a invocat îngrijorări legate de impactul asupra pieței ca motiv pentru veto-ul său. Alte măsuri respinse au inclus un proiect de lege care impunea companiilor să furnizeze date solicitate de membrii Adunării Naționale, Han argumentând că această prevedere reprezenta o încălcare a drepturilor constituționale la viață privată.

#### Suspendare
La 24 decembrie, Partidul Democrat a anunțat că va iniția procedura de suspendare a lui Han din cauza refuzului acestuia de a promulga două proiecte de lege privind desemnarea unor procurori speciali care urmau să ancheteze pe Yoon și pe soția acestuia, Kim, în legătură cu declararea legii marțiale și acuzații de corupție. Moțiunea a fost depusă pe 26 decembrie, după ce Han solicitase Adunării Naționale să ajungă la un acord privind numirea a trei candidați pentru Curtea Constituțională a Coreei, iar votul în plen a fost programat pentru 27 decembrie. Înaintea votului, președintele Adunării Naționale, Woo Won-shik, a decis că Han poate fi suspendat cu o majoritate simplă, având în vedere statutul său de membru al cabinetului, deschizând astfel calea pentru suspendarea sa de către 192 de deputați la 27 decembrie. Han a fost înlocuit în funcțiile de președinte interimar și prim-ministru interimar de Choi Sang-mok.
Curtea Constituțională a Coreei are la dispoziție 180 de zile de la adoptarea moțiunii de suspendare pentru a o examina. Procesul de suspendare al lui Han a început la 19 februarie 2025, în prezența acestuia. Han și-a reiterat negarea implicării sau cunoașterii prealabile a planurilor lui Yoon de a declara legea marțială și a susținut că a încercat să îl descurajeze. De asemenea, și-a cerut scuze în fața publicului pentru criza politică în curs și a îndemnat națiunea să dea un „verdict înțelept” care să permită intrarea într-o „eră a raționalității”. Han a mai declarat că adoptarea proiectelor de lege privind desemnarea unor procurori speciali pentru investigarea lui Yoon și a soției acestuia ar fi „încălcat în mod fundamental principiile guvernării constituționale”.
La 14 februarie 2025, Curtea Constituțională a dispus ca Han să depună mărturie în calitate de martor în procesul de suspendare a lui Yoon, la o audiere programată pentru 20 februarie. În acea zi, Han a declarat că membrii cabinetului lui Yoon erau îngrijorați de planurile acestuia de a declara legea marțială și au încercat să-l descurajeze, negând totodată afirmațiile ministrului apărării, Kim Yong-hyun, conform cărora unii membri ar fi susținut planul. El a mai spus că declararea legii marțiale nu a respectat procedurile constituționale și legale și a pus sub semnul întrebării dacă ședința cabinetului din 3 decembrie 2024, în care Yoon și-a dezvăluit planurile, a fost una corespunzătoare.

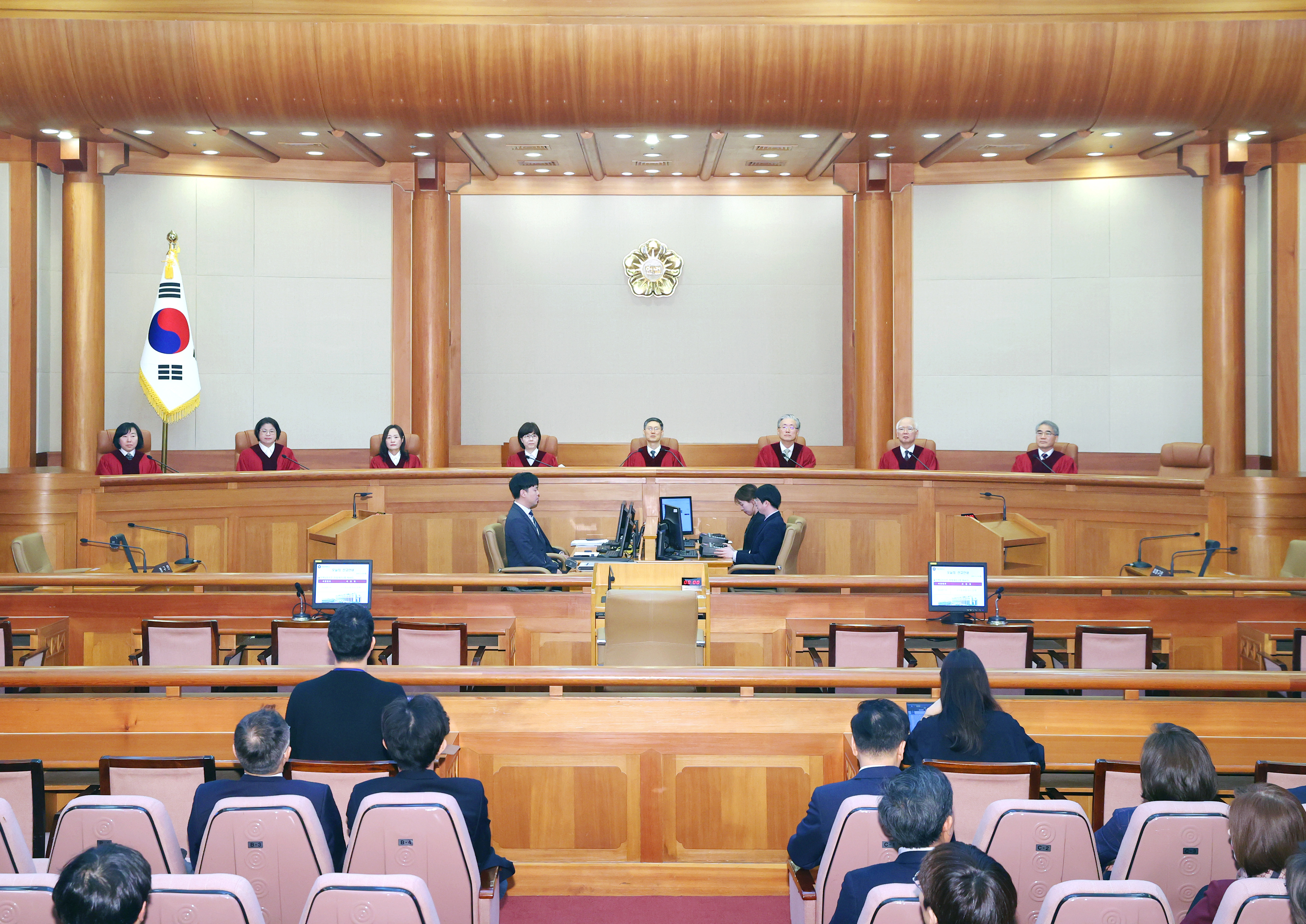
Curtea Constituțională a Coreei dă verdictul privind suspendarea lui Han în martie 2025.

La 24 martie 2025, Curtea Constituțională a votat pentru anularea suspendării lui Han, permițând reinstalarea acestuia în funcția de președinte interimar. Cinci judecători au votat pentru respingerea suspendării, doi au votat pentru respingerea moțiunii, iar doar un judecător a votat pentru menținerea suspendării. Curtea a recunoscut că Han a comis încălcări constituționale și legale prin amânarea numirii unor judecători suplimentari la Curte, dar a precizat că acest fapt nu justifică demiterea sa din funcție. De asemenea, Curtea a decis că cvorumul necesar pentru suspendarea lui Han este minimul de 151 din cei 300 de parlamentari, necesar pentru un prim-ministru, și nu cele 200 necesare pentru suspendarea unui președinte.

#### A doua președinție interimară (2025)
La preluarea funcției pe 24 martie, Han s-a angajat să asigure o guvernare stabilă și să protejeze interesele Coreei de Sud în contextul războiului comercial impus de Statele Unite, făcând totodată un apel la unitate națională în timpul procesului de suspendare a lui Yoon Suk Yeol. Printre primele sale acțiuni după reluarea mandatului s-a numărat coordonarea răspunsului la incendiile din 2025 din Coreea de Sud, pe care le-a descris drept cele mai grave din istoria țării.
La 1 aprilie, Han a respins prin veto o modificare a Legii Comerciale care ar fi extins responsabilitatea directorilor de companii de la „companie” doar la „companie și acționarii săi”, invocând posibile efecte negative asupra mediului de afaceri și competitivității atât pentru firmele mari, cât și pentru cele mici.
După ce Curtea Constituțională a hotărât în unanimitate să valideze suspendarea lui Yoon Suk Yeol și să îl înlăture din funcție pe 4 aprilie, Han urma să exercite funcția de președinte interimar până la alegerile prezidențiale din Coreea de Sud din 2025, pe care le-a stabilit pentru 3 iunie.
La 8 aprilie, Han a avut prima convorbire telefonică cu președintele SUA, Donald Trump. Han a declarat că nu va urma China și Japonia în represaliile comune împotriva tarifelor impuse de Trump. În aceeași zi, Han l-a numit pe Ma Eun-hyuk pentru a ocupa a noua și ultima funcție vacantă din Curtea Constituțională și a anunțat două nominalizări pentru înlocuirea judecătorilor care urmau să se pensioneze pe 18 aprilie. Nominalizările au fost criticate de Partidul Democrat și alte partide de opoziție, Partidul Democrat menționând că unul dintre nominalizați, ministrul legislativ guvernamental Lee Wan-kyu, fusese reclamat Oficiului de Investigare a Corupției pentru Oficialii de Rang Înalt (CIO) pentru acuzații de insurecție legate de declararea legii marțiale de către Yoon. Pe 16 aprilie, Curtea Constituțională a acceptat o ordonanță care suspenda nominalizările, declarând că nu poate decide definitiv dacă Han, în calitate de prim-ministru și președinte interimar simultan, are autoritatea de a nominaliza și numi judecători ai Curții Constituționale.
La 29 aprilie, Han a respins prin veto un proiect de lege care ar fi limitat puterile sale de a nominaliza sau numi judecători la Curtea Constituțională, invocând un conflict cu prevederile constituționale referitoare la atribuțiile președinților interimar.

#### Demisie și campanie prezidențială
După o lună în care a sugerat o posibilă candidatură la președinție, Han și-a anunțat demisia din funcțiile de președinte interimar și prim-ministru pe 1 mai, invocând dorința de a „uni țara și de a preveni confruntările politice extreme”. El și-a lansat campania pentru președinție pe 2 mai, angajându-se să servească doar trei ani ca președinte pentru a supraveghea modificările Constituției, a aborda problemele cauzate de politicile tarifare ale SUA și a promova unitatea națională.
Primul eveniment de campanie al lui Han a fost participarea, pe 2 mai, la comemorarea victimelor Revoltei de la Gwangju din 18 mai, la Cimitirul Național. Totuși, a fost blocat de protestatari care i-au împiedicat accesul și a fost lovit în cap cu un panou de protest.
Han a purtat negocieri cu candidatul Partidului Puterii Populare (PPP), Kim Moon-soo, privind desemnarea unui candidat comun conservator pentru alegerile prezidențiale. Totuși, Han a declarat că nu-și va înregistra candidatura până când nu se va ajunge la un acord final cu Kim privind un candidat unic, în timp ce Kim a susținut că PPP și președintele său, Kwon Young-se, au acționat unilateral în procesul de unificare a candidaturilor, fără să îl consulte pe el. O întâlnire între Han și Kim s-a încheiat fără un acord pe 7 mai.
Pe 10 mai, Partidul Puterii Populare (PPP) a anunțat că va anula nominalizarea lui Kim și îl va nominaliza pe Han într-o convenție de urgență organizată în aceeași zi. Totuși, membrii PPP au respins o rezoluție care îl desemna pe Han drept candidat al partidului, în urma unui vot în cadrul partidului, ceea ce a dus la reinstalarea nominalizării lui Kim. Han și-a cerut scuze pentru disputa din cadrul PPP. Pe 11 mai, Han și-a încheiat oficial campania, angajându-se să sprijine candidatura lui Kim. El a refuzat oferta lui Kim de a-i fi șef de campanie.

## Viața personală
Han este căsătorit cu Choi Ah-young și nu are copii.

## Distincții

### Distincții naționale
Coreea de Sud:
- Cavaler al Ordinului Meritului Civil, Medalia Mugunghwa (2013)
- Cavaler al Ordinului Meritului Serviciului, Dungă Albastră (2012)